# Моргенрёте-Раутенкранц
Моргенрёте-Раутенкранц (нем. Morgenröthe-Rautenkranz) — бывшая коммуна в немецкой федеральной земле Саксония. С 1 октября 2009 года входит в состав общины Мульденхаммер.
Подчиняется земельной дирекции Хемниц и входит в состав района Фогтланд.  На 31 декабря 2008 года население Моргенрёте-Раутенкранца составляло 807 человек. Занимает площадь 30,03 км². Официальный код  —  14 1 78 360.
Коммуна подразделялась на 4 сельских округа.
Является родиной первого немецкого космонавта Зигмунда Йена.